# فنجاني فنزويلي
فنجاني فنزويلي (الاسم العلمي: Peziza venezuelae) هو نوع من الفطريات يتبع جنس الفنجاني من فصيلة الفنجانية.